# Хяярмяні
Хяярмяні (ест. Häärmäni) — село в Естонії, входить до складу волості Міссо, повіту Вирумаа.